# 빌리 드블린
빌리 드블린(Billy Devlin, 1969년 10월 7일 ~ )은 미국의 배우, 영화배우이다.
뉴욕에서 태어났다.

## 영화
- 내셔널 트레져: 비밀의 책 (2007년) - 슬레지 요원 역
- 난폭한 여의사 (2001년)
- 식스티 세컨즈 (2000년) - 저겐스 형사 역
- 러시 아워 (1998년)
- 아마겟돈 (1998년)
- 콘 에어 (1997년)
- 더 록 (1996년)
- 크림슨 타이드 (1995년)
- 세상은 요지경 (1991년)